# Camilo Cienfuegos
Camilo Cienfuegos Gorriarán (La Habana, 6 de febrero de 1932-estrecho de Florida, 28 de octubre de 1959) fue un revolucionario cubano. Es conocido por ser una de las personalidades más paradigmáticas de la Revolución cubana junto con Fidel Castro, Che Guevara, Raúl Castro y Juan Almeida Bosque, contra la dictadura de Batista.
Conocido como «el Comandante del Pueblo», «el Señor de la Vanguardia», «el Héroe de Yaguajay» o «el Héroe del Sombrero Alón», fue un destacado revolucionario de extracción humilde y amplia ascendencia popular «por su carácter jovial y natural desprendimiento».

## Primeros años
Camilo Cienfuegos Gorriarán nació el 6 de febrero de 1932 en la barriada de Lawton, en el actual municipio de Diez de Octubre, en la capital cubana. Hijo de los españoles anarquistas Ramón Cienfuegos Flores (de Pravia, Asturias) y Emilia Gorriarán Zavalla (de Urdiales, Cantabria) y hermano menor de Humberto y Osmany.
Efectuó sus primeros estudios en la escuela pública número 20, en San Francisco de Paula, y tras verse obligado por la difícil situación económica de su familia a residir en diferentes sitios, regresó a Lawton donde terminó la escuela primaria en la Escuela Pública N° 105 Félix E. Alpízar. Ya en 1948 había comenzado a involucrarse en la lucha política participando en las protestas populares contra el aumento de la tarifa de los ómnibus urbanos.
El 10 de marzo de 1952, al producirse el golpe de Estado de Fulgencio Batista, con un grupo de jóvenes concurrió a la Universidad en procura de armas para resistir a la dictadura. En esa época establece amistad con otros jóvenes que tendrían un destacado papel en los sucesos posteriores, Carlos Leijás, Israel Tápanes, Reinaldo Benítez y los hermanos Mario y José Fuentes.
En abril de 1953 viajó a los Estados Unidos en busca de una mejor situación económica. Allí trabajó en varias ciudades como obrero y camarero. Vinculado a los emigrados latinoamericanos, participó en diversas manifestaciones y escribió para el periódico La voz de Cuba un crítico artículo contra Batista titulado Identificación Moral. En 1955 fue detenido en San Francisco por el departamento de inmigración y finalmente deportado a México.
Regresó a Cuba el 5 de junio de 1955 y mientras volvía a trabajar en El Arte y se sumaba a la lucha contra el régimen de Batista, en septiembre contrajo matrimonio con Isabel Blandón, una enfermera salvadoreña que había conocido en San Francisco.
El 14 de diciembre de 1955, fue herido por un arma de fuego durante una manifestación en honor del héroe independentista cubano Antonio Maceo, lo que no le impidió participar del acto en conmemoración del 103 aniversario del nacimiento de José Martí en el parque Central. Esta vez, golpeado y conducido al BRAC (Buró para la Represión de Actividades Comunistas) donde fue fichado como comunista por el cuerpo policial del dictador Fulgencio Batista. Al verse perseguido y sin trabajo, decidió ir al exilio por lo que en marzo de 1956 viajó nuevamente a los Estados Unidos.
En septiembre se encontraba en México, donde logró establecer contacto con Fidel Castro, quien organizaba una expedición revolucionaria que regresaría a Cuba para iniciar la gesta contra el régimen de Fulgencio Batista. Cienfuegos fue el último elegido para la expedición del yate Granma, debido a que no tenía el entrenamiento militar suficiente, por lo que fue enviado con rapidez al campamento de Abasolo, Estado de Tamaulipas, donde recibió entrenamiento en guerra de guerrillas

## Lucha revolucionaria

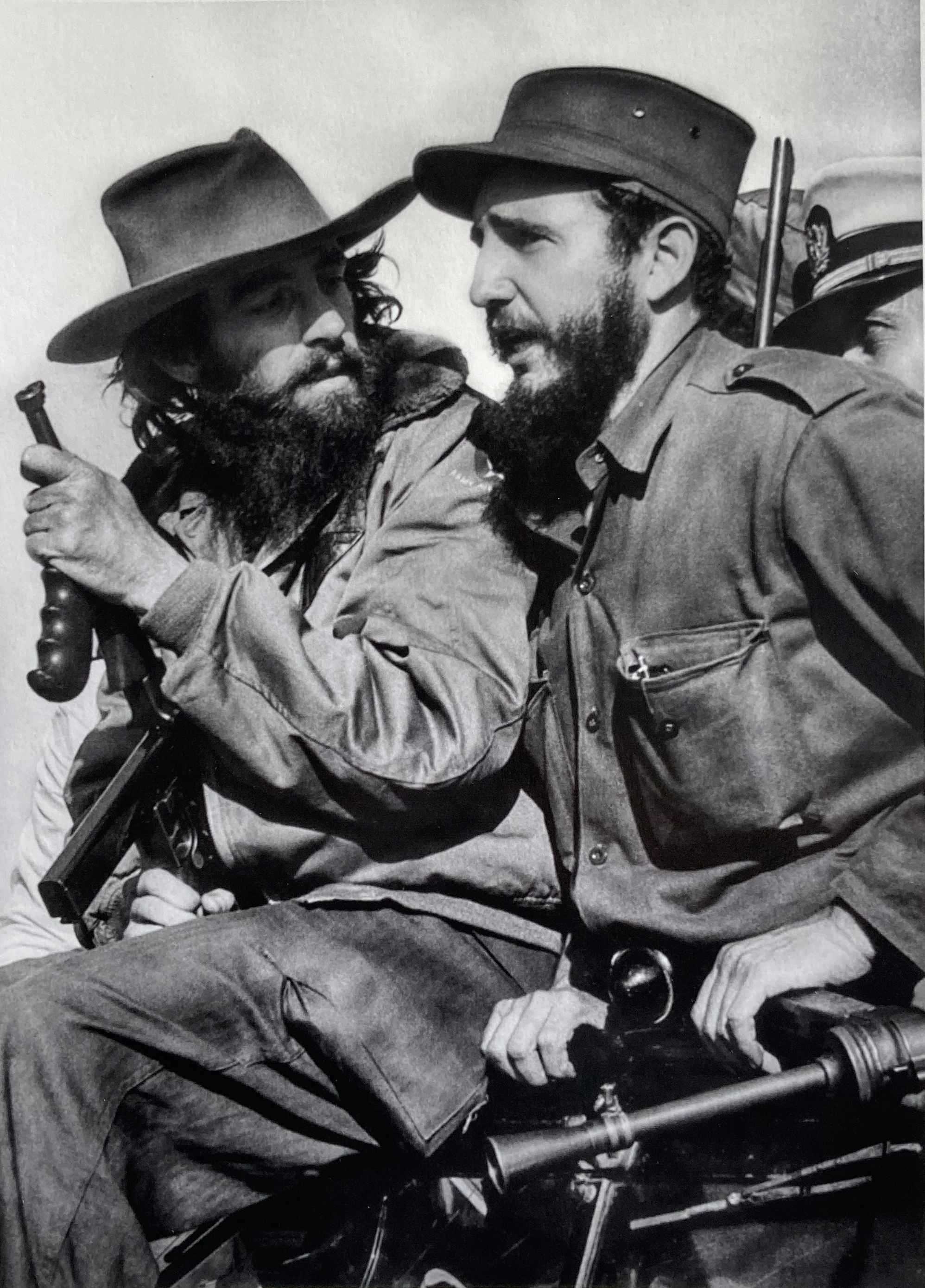
Camilo Cienfuegos con Fidel Castro.

Recibe su bautismo de fuego junto a sus compañeros en Alegría de Pío, el 5 de diciembre de 1956. En el combate de El Uvero, ya ostenta los grados de teniente y dirige un pelotón. En la lucha armada en la Sierra Maestra, por su accionar de combate, se le otorga el rango de Capitán del Ejército Rebelde. En el año 1957 se crea una nueva columna guerrillera: la columna número 4, hija de la columna madre "José Martí", y de la que está a cargo del comandante Che Guevara. En esta columna guerrillera, el capitán Cienfuegos cumple función de jefe de la vanguardia. También aquí, en el seno de la lucha armada, nace una entrañable amistad entre él y el Che. Los combates de Bueycito, El Hombrito y Pino del Agua, cuentan con la figura de Cienfuegos. Su valentía y arrojo contribuyen a formar el mito del «Señor de la Vanguardia».
En marzo de 1958 se convirtió en el primer jefe del movimiento que llevaba el combate más allá de la Sierra Maestra, a los llanos del Cauto. El éxito de esa breve campaña, en la cual hostigó las comunicaciones enemigas, llegó a incursionar en la ciudad de Bayamo y enfrentó al ejército en el combate de La Estrella le valió en abril ser ascendido por Fidel Castro al grado de Comandante. El 18 de junio regresó a la Sierra, y los siguientes meses permaneció en la Comandancia de La Plata participando en varios combates, entre ellos los de Vega de Jibacoa y Las Mercedes.
En agosto le fue asignada la tarea de dirigir la columna invasora número 2 "Antonio Maceo", la cual, con 92 combatientes (sólo 82 armados), partió de la Sierra Maestra hacia el Occidente de Cuba, iniciando sus operaciones en coordinación con la columna N° 8 "Ciro Redondo" al mando de Ernesto Che Guevara, extendiendo las acciones militares que habían comenzado en la zona oriental al occidente del país.
El 21 de diciembre de 1958 la vanguardia de Cienfuegos, al mando del comandante Félix Torres y del capitán William Gálvez inició el cerco sobre el cuartel y la localidad de Yaguajay. Tras capturar Zulueta, en la noche del 22 Cienfuegos se sumó al cerco con el resto de sus tropas, reuniendo algo más de 200 hombres. La batalla de Yaguajay para doblegar la resistencia de la guarnición del ejército, 350 efectivos el mando del capitán Alfredo Abón Lee, se extendió hasta la tarde del día 31 de diciembre, y representó un golpe decisivo del ejército rebelde para debilitar las fuerzas de Fulgencio Batista. Su desempeño en esta batalla le granjeó el sobrenombre de «El Héroe de Yaguajay».
Tras el triunfo de la Revolución cubana, Cienfuegos formó parte del alto mando del Ejército Revolucionario como su jefe supremo. Combatió en los levantamientos contra-revolucionarios y participó también en la Reforma Agraria. El comandante Camilo Cienfuegos era muy querido por su humildad, sencillez y sonrisa franca, incluso se llegó a comparar su popularidad con la del jefe revolucionario Fidel Castro.

## Muerte

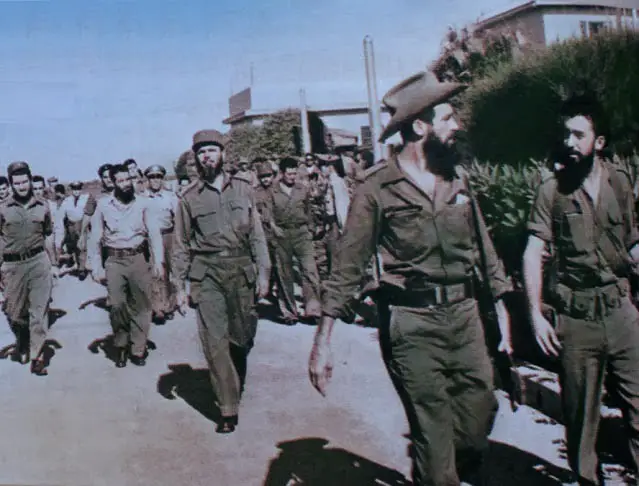
Camilo Cienfuegos al frente, detrás Huber Matos siendo trasladado al momento de su detención.

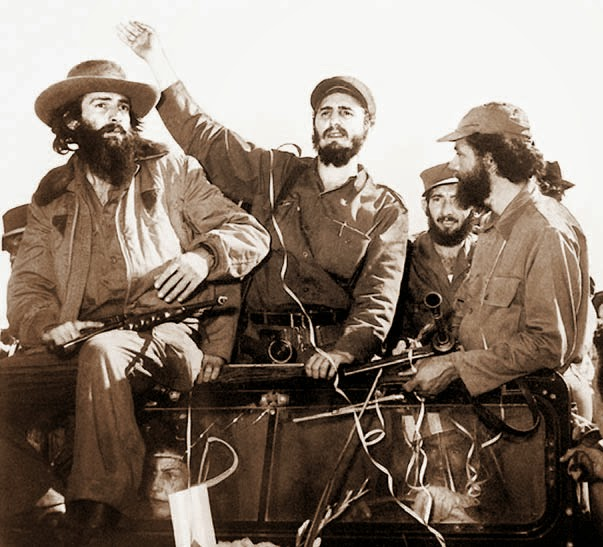
Camilo Cienfuegos, Fidel Castro y Huber Matos.

Cienfuegos volvía de Camagüey tras arrestar por orden escrita de Fidel Castro al jefe militar de esa provincia Huber Matos, quien el 19 de octubre de 1959, dio un paso más en su distanciamiento del proceso revolucionario al enviar por segunda ocasión una carta de renuncia a Fidel Castro por la infiltración de elementos comunistas en la revolución cubana. El 23 de octubre Cienfuegos informó de su cometido en el Canal 11 de la televisión de Camagüey. Cuando la situación estuvo bajo control, Fidel viajó a Camagüey donde inició un juicio que culminaría con el encarcelamiento de Matos durante veinte años por traición a la revolución.
De acuerdo con informes de las tripulaciones de otros aviones, una tormenta habría obligado a Luciano Fariñas, quien piloteaba el FAR-53 que conducía al comandante, a desviarse hacia el norte. Esto habría alargado las horas del vuelo sin disponer del combustible necesario para enfrentar la inesperada situación. Existen varias teorías sobre su muerte. Estudiosos de su desaparición plantearon que los Órganos de Seguridad del Estado vigilaban estrechamente a Cienfuegos debido a que este no estaba del todo convencido de las acusaciones contra Huber Matos.

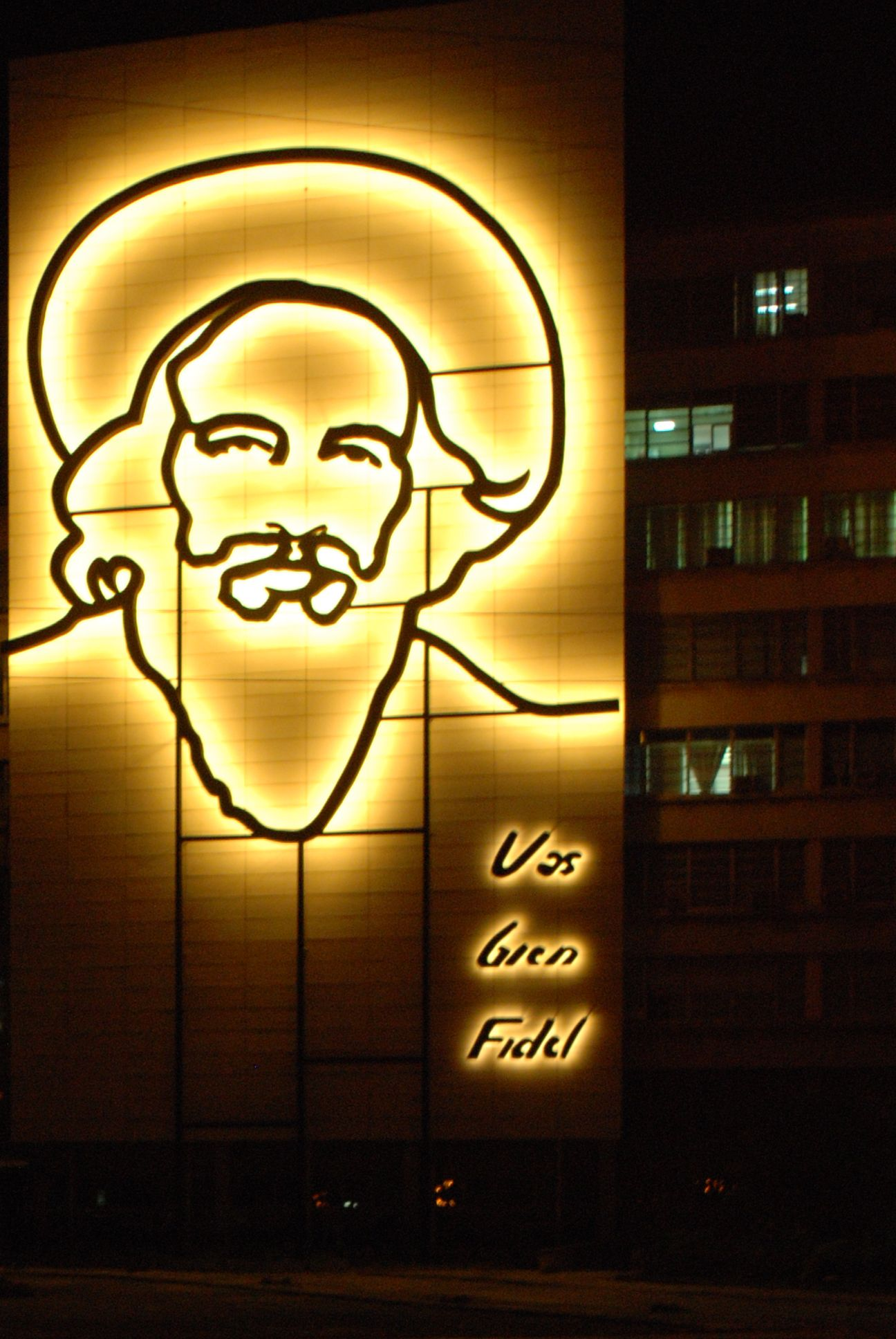
Imagen de Camilo Cienfuegos en la sede del Ministerio de Comunicaciones frente a la Plaza de la Revolución.

La versión oficial dio cuenta de que Camilo Cienfuegos falleció el 28 de octubre de 1959 en un accidente de aviación a causa del mal tiempo mientras retornaba de Camagüey a La Habana a bordo de su avión Cessna 310, toda Cuba se movilizó en su búsqueda durante varios días, en uno de los sucesos más conmovedores de los primeros años de la Revolución cubana.

### Teorías
Las extrañas circunstancias de su desaparición, han hecho circular numerosas versiones acerca de que todo fue un asesinato. No obstante, los rumores en torno a su muerte cabe destacar que en su último discurso, dado el 26 de octubre de 1959 frente al Palacio Presidencial de La Habana, Cienfuegos subrayó su lealtad al gobierno revolucionario y a Fidel Castro, pese a tener fuertes discrepancias con algunos miembros del gobierno cubano, sin embargo siempre fue fiel a Fidel.
Una de las teorías sobre su muerte, sostiene que Camilo llegó al campamento de Columbia para reunirse con Raúl Castro quien le reclamó por no haberle traído a Huber Matos para juzgarlo; conflicto que hizo que ambos sacaran las armas y debido a eso un tercero disparara a Camilo quitándole la vida. También se ha especulado que Cienfuegos fingió su muerte y huyó a los Estados Unidos, ya que algunos especulan que pudo haber ido a Ybor City en Tampa.

## Memoria

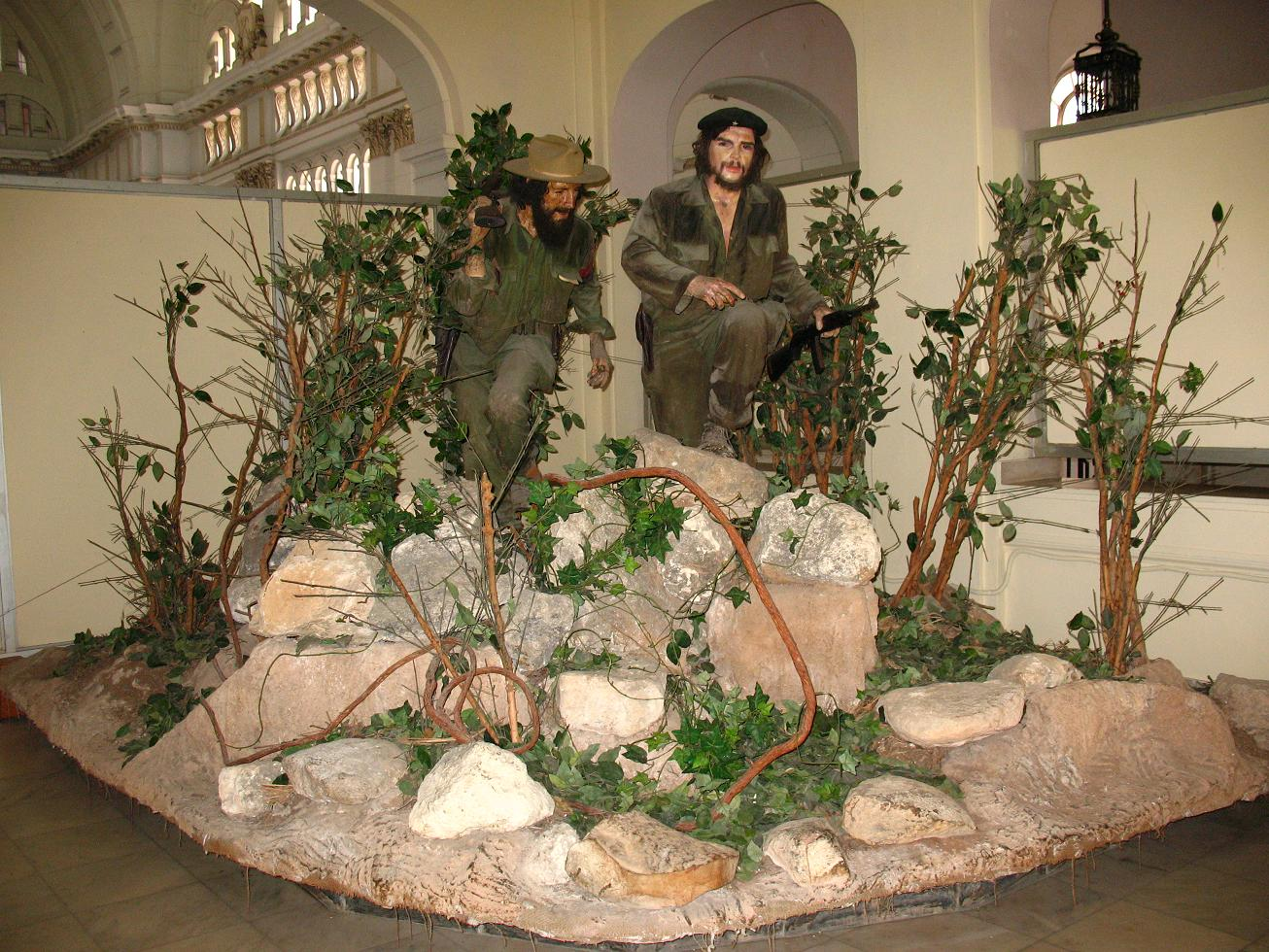
Reproducciones en cera del Che Guevara y Camilo Cienfuegos en el Museo de la Revolución de La Habana.

- Todos los años, el 28 de octubre, se le tributa en todos los pueblos y ciudades de Cuba lanzando ofrendas de flores al mar y a los ríos.
- El primer hijo varón de Ernesto Guevara, se llamó Camilo Guevara March en su honor.
- Cada 28 de octubre, los escolares de Cuba echan flores al mar como homenaje a Camilo Cienfuegos.
- Existen escuelas militares en toda Cuba llamadas Escuela Militar Camilo Cienfuegos (EMCC). A sus alumnos se les llaman "Camilitos".
- Existe una escuela primaria situada en La Habana llamada Camilo Cienfuegos en su homenaje.
- La Universidad de Matanzas lleva por nombre "Camilo Cienfuegos".[16]
- Un reparto residencial del municipio Habana del Este, en La Habana, lleva por nombre "Ciudad Camilo Cienfuegos".
- El retrato de Camilo Cienfuegos se encuentra en los billetes de 20 pesos cubanos y el monumento en su homenaje se puede apreciar en el de 20 pesos cubanos convertibles.
- En la ciudad de Yaguajay, actual provincia de Sancti Spíritus, lugar donde Camilo dirigió su más conocida batalla, se encuentra el Mausoleo del "Frente Norte de Las Villas", en donde descansan los restos de la mayoría de los guerrilleros de la columna dirigida por él y se levanta una estatua en su honor.
- Aparece en la película Che (2008) de Steven Soderbergh, interpretado por el actor Santiago Cabrera.
- Los conjuntos musicales Carpe Diem y Tercer Módulo Ska compusieron canciones que llevan por nombre "Cienfuegos" en su honor.
- Existe una banda argentina llamada Cienfuegos entre cuyos miembros se encuentran varios integrantes de Los Fabulosos Cadillacs.
- La localidad conocida hasta 1959 como Central Hershey, en el municipio Santa Cruz del Norte (provincia de La Habana), pasó a llamarse desde entonces Central Camilo Cienfuegos.[17]
- El autor argentino César González se apoda artísticamente Camilo Blajaquis, haciendo alusión "Camilo" al revolucionario cubano Camilo Cienfuegos.
- El cantante de rock-fusión panameño Camilo Navarro, le hace honor a su memoria nombrando a su grupo musical con el nombre de Cienfue.
- Escuela integral de Fútbol Cienfuegos; ubicado en Caracas, Venezuela. Parroquia la pastora, Barrio Canaima, es una escuela comunitaria deportiva sin fines de lucro para los niños y jóvenes del sector.
- El cantautor Carlos Puebla le dedicó un tema musical (Canto a Camilo).